# Cameron Meyer
Cameron Meyer (Viveash, 11 de enero de 1988) es un deportista australiano que compitió en ciclismo en las modalidades de pista, especialista en las pruebas de persecución por equipos, puntuación y madison, y ruta. Ha sido nueve veces campeón mundial en pista: cinco en puntuación, dos en persecución por equipos y dos en madison. Es hermano del ciclista Travis Meyer.
Ganó quince medallas en el Campeonato Mundial de Ciclismo en Pista entre los años 2009 y 2018. Participó en los Juegos Olímpicos de Pekín 2008, ocupando el cuarto lugar en la carrera por puntos.
En carretera consiguió una victoria de etapa (contrarreloj por equipos) en el Tour de Francia 2013 y en el Giro de Italia 2014, y ganó el Tour Down Under de 2011. Además, obtuvo una medalla de bronce en el Campeonato Mundial de Ciclismo en Ruta de 2012, en la prueba de contrarreloj por equipos.

## Medallero internacional

### Ciclismo en pista
| Campeonato Mundial | Campeonato Mundial       | Campeonato Mundial | Campeonato Mundial      |
| Año                | Lugar                    | Medalla            | Competición             |
| ------------------ | ------------------------ | ------------------ | ----------------------- |
| 2009               | Pruszków (Polonia)       | Medalla de oro     | Puntuación              |
| 2009               | Pruszków (Polonia)       | Medalla de plata   | Persecución por equipos |
| 2009               | Pruszków (Polonia)       | Medalla de plata   | Madison                 |
| 2010               | Ballerup (Dinamarca)     | Medalla de oro     | Persecución por equipos |
| 2010               | Ballerup (Dinamarca)     | Medalla de oro     | Puntuación              |
| 2010               | Ballerup (Dinamarca)     | Medalla de oro     | Madison                 |
| 2011               | Apeldoorn (Países Bajos) | Medalla de oro     | Madison                 |
| 2011               | Apeldoorn (Países Bajos) | Medalla de plata   | Puntuación              |
| 2012               | Melbourne (Australia)    | Medalla de oro     | Puntuación              |
| 2012               | Melbourne (Australia)    | Medalla de bronce  | Madison                 |
| 2017               | Hong Kong (China)        | Medalla de oro     | Persecución por equipos |
| 2017               | Hong Kong (China)        | Medalla de oro     | Puntuación              |
| 2017               | Hong Kong (China)        | Medalla de plata   | Madison                 |
| 2018               | Apeldoorn (Países Bajos) | Medalla de oro     | Puntuación              |
| 2018               | Apeldoorn (Países Bajos) | Medalla de bronce  | Madison                 |

### Ciclismo en ruta
| Campeonato Mundial | Campeonato Mundial        | Campeonato Mundial | Campeonato Mundial       |
| Año                | Lugar                     | Medalla            | Competición              |
| ------------------ | ------------------------- | ------------------ | ------------------------ |
| 2012               | Valkenburg (Países Bajos) | Medalla de bronce  | Contrarreloj por equipos |

## Palmarés en pista
2007

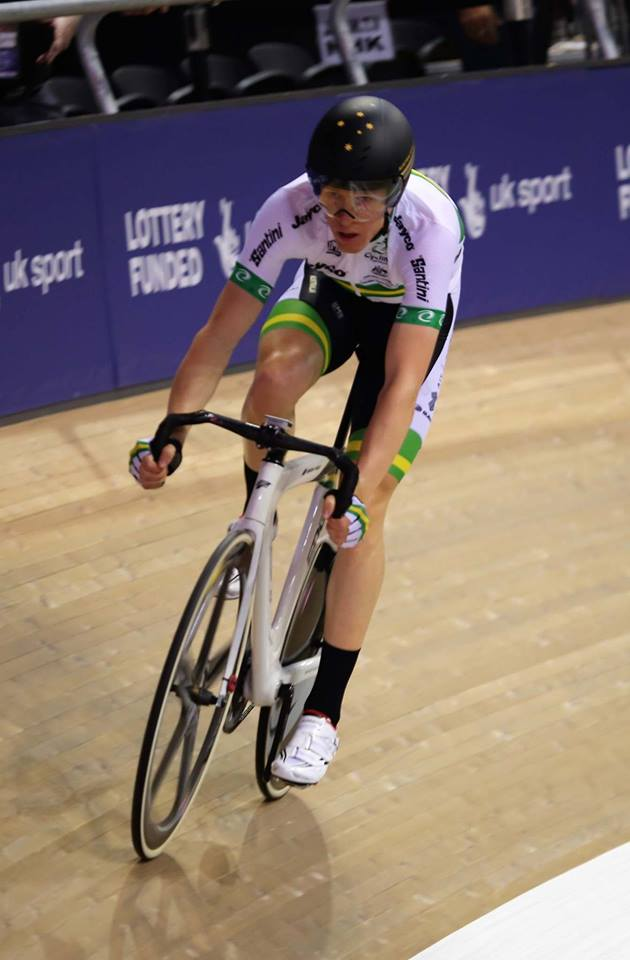
Cameron Meyer disputando una prueba en la modalidad de pista.

- Oro en la carrera a los puntos de Los Ángeles
- Campeonato de Oceanía en puntuación
- Campeonato de Oceanía en persecución por equipos
- 2.º en el Campeonato de Oceanía en madison

2008
- Oro en la carrera a los puntos de Los Ángeles
- Bronce en la carrera a los puntos en Pekín
- Bronce en la carrera a los puntos en Sídney
- Bronce en persecución por equipos en Copenhague
- Campeonato de Oceanía en puntuación

2009
- Campeonato del mundo en puntuación
- 2.º en el Campeonato del mundo en americana
- 2.º en el Campeonato del mundo en persecución por equipos (con Leigh Howard)
- Plata en americana en Melbourne (con Christopher Sutton)
- Campeonato de Australia en persecución por equipos (con Travis Meyer, Michael Freiberg y Luke Durbridge)
- Campeonato de Australia en americana (con Glenn O'Shea)

2010
- Campeonato del mundo en puntuación
- Campeonato del mundo en persecución por equipos (con Jack Bobridge, Michael Hepburn y Leigh Howard)
- Campeonato del mundo en americana (con Leigh Howard)
- Oro en persecución por equipos de Melbourne (con Rohan Dennis, Michael Hepburn y Luke Durbridge)
- Oro en persecución por equipos en Pekín (con Leigh Howard, Luke Durbridge y Michael Hepburn)
- Oro en la carrera a los puntos de Melbourne
- Juegos de la Mancomunidad en puntuación
- Juegos de la Mancomunidad en scratch
- Campeonato de Oceanía en madison (con Leigh Howard)
- Campeonato de Oceanía en persecución por equipos (con Jack Bobridge, Leigh Howard y Michael Hepburn)
- Campeonato de Australia en americana (con Jack Bobridge)

2011
- Campeonato del mundo en americana (con Leigh Howard)
- 2.º en el Campeonato del mundo en puntuación
- Oro en madison en Melbourne (con Leigh Howard)
- Oro en persecución por equipos en Melbourne (con Leigh Howard, Jack Bobridge y Michael Hepburn)
- Campeonato de Australia en americana (con Leigh Howard)

2012
- Campeonato del mundo en puntuación
- 3.º en el Campeonato del mundo en americana (con Leigh Howard)

2017
- Campeonato del mundo en puntuación
- Campeonato del mundo en persecución por equipos (con Sam Welsford, Alexander Porter y Nicholas Yallouris)
- 2.º en el Campeonato del mundo en madison
- Campeón de Australia en americana (con Sam Welsford)
- Campeón de Australia en persecución por equipos (con Sam Welsford, Michael Freiberg y Stephen Hall)

2018
- Campeonato del mundo en puntuación
- 3.º en el Campeonato del mundo en madison (con Callum Scotson)

## Palmarés en ruta
| 2007 - 1 etapa del Tour of Gippsland - Tour de Tasmania, más 2 etapas 2008 - Tour de Japón - 3.º en el Campeonato Mundial Contrarreloj sub-23 2009 - 2.º en el Campeonato de Australia Contrarreloj 2010 - Campeonato de Australia Contrarreloj 2011 - Campeonato de Australia Contrarreloj - Tour Down Under, más 1 etapa 2012 - 2.º en el Campeonato de Australia Contrarreloj 2013 - Campeonato Oceánico en Ruta - 1 etapa de la Vuelta a Suiza | 2014 - 1 etapa de la Vuelta a Suiza 2015 - Herald Sun Tour, más 1 etapa 2016 - 2.º en el Campeonato de Australia en Ruta 2017 - Dwars door de Vlaamse Ardennen 2018 - 1 etapa de la Vuelta a Gran Bretaña 2019 - 3.º en el Campeonato de Australia en Ruta - 3.º en el Campeonato de Australia Contrarreloj 2020 - Campeonato de Australia en Ruta 2021 - Campeonato de Australia en Ruta |

## Resultados en Grandes Vueltas y Campeonatos del Mundo
Durante su carrera deportiva consiguió los siguientes puestos en las Grandes Vueltas:
| Carrera              | Carrera              | 2007 | 2008 | 2009 | 2010  | 2011  | 2012 | 2013  | 2014 | 2015 | 2016 | 2017 | 2018 | 2019 | 2020 | 2021  | 2022 |
| -------------------- | -------------------- | ---- | ---- | ---- | ----- | ----- | ---- | ----- | ---- | ---- | ---- | ---- | ---- | ---- | ---- | ----- | ---- |
|                      | Giro de Italia       | —    | —    | Ab.  | 137.º | 137.º | —    | —     | Ab.  | —    | —    | —    | —    | —    | Ab.  | 111.º | —    |
|                      | Tour de Francia      | —    | —    | —    | —     | —     | —    | 130.º | —    | —    | —    | —    | —    | —    | —    | —     | —    |
|                      | Vuelta a España      | —    | —    | —    | —     | —     | Ab.  | —     | Ab.  | Ab.  | —    | —    | —    | —    | —    | —     | —    |
| Mundial en Ruta      | Mundial en Ruta      | —    | —    | —    | —     | —     | —    | Ab.   | —    | —    | —    | —    | —    | —    | —    | —     | —    |
| Mundial Contrarreloj | Mundial Contrarreloj | —    | —    | —    | —     | —     | 16.º | —     | —    | —    | —    | —    | —    | —    | —    | —     | —    |

| —: No participó | Ab: Abandono |

## Equipos
- Southaustralia.com (2007-2008)
- Garmin (2009-2011)
  - Garmin-Slipstream (2009)
  - Garmin-Transitions (2010)
  - Team Garmin-Cervélo (2011)
- Orica-GreenEDGE (2012-2015)
- Dimension Data (2016)
- Mitchelton Scott (09.2017-12.2017)
- Mitchelton/BikeExchange (2018-2022)
  - Mitchelton-Scott (2018-2020)
  - Team BikeExchange (2021)
  - Team BikeExchange-Jayco (2022)